# 蔓迪
蔓迪（Mandy）是美国电视连续剧《24》中的一名职业女杀手和情报人员。她由米娅·克什娜（Mia Kirshner）扮演，是目前为止剧中存活时间最长的重要反派。

## 剧中经历

### 第一季
Mandy在第一季的前三集都出现，她受雇于艾拉·蓋恩去刺杀总统候选人大衛·帕默。在一架飞机上，她与一个将去采访帕默的摄影师做爱时偷了他的钱包（内有他的记者证），然后她把整架波音747炸毁。 
在摩哈维沙漠安全降落后，她把记者证藏了起来，然后前往艾拉·蓋恩的营地，她要求女友Bridgit在蓋恩给报酬后把证件给她，但是Bridgit反而要求勒索蓋恩更多报酬。
Mandy试图劝说Bridgit不要与蓋恩对抗，但是徒劳。最终蓋恩同意了增加报酬，在他们三人返回沙漠取得证件后，蓋恩手下下令杀了Bridgit，而Mandy幸存了，但在第一季就再没出现。

### 第二季
Mandy在第二季的最后时刻短暂露面，她受麥斯指使，在与大衛·帕默总统握手时，在自己的手上涂上致命毒素，刺杀总统。结果帕默在公众面前倒下，但最终活了下来。

### 24: 游戏
Mandy在麥斯与加州州长James Radford会面期间曾经短暂露面。Radford感到脚冻，并且试图走出去，但是被Mandy横割他的喉咙阻止了。这一切被東尼·艾美達亲眼目睹。

## 琐事
- Mandy是剧中存活时间最长的反派。
- Mandy常常在消失了很长时间后偶尔出现。
- Mandy的真实姓名未知。她和Martin Belkin 交谈时曾经说出一个名字，但应该是假的。麥斯在“24：游戏”中提起她也成为“Mandy”。在她在第四季的更长露面中，编剧却故意避免提到她的姓名。
- Mandy是剧中第一个反派角色，并且勾起的第一条“恐怖袭击”的情节。
- 本来剧组是想把Mandy塑造成剧中的大反派，前CTU特工妮娜·梅爾的妹妹。